# Nuestra Señora de los Scouts
La Virgen de los Scouts o Nuestra Señora de los Scouts es una de las muchas advocaciones con la que se venera la figura de la Virgen María en el catolicismo. Es considerada por los católicos, la patrona del Escultismo.

## Historia

### La imagen de Nuestra Señora de los Scouts
La primera representación de esta advocación, surge a partir de una visión que tuvo en 1937 el Padre Reginaldo Farias, Capellán del Grupo Scout "Cadetes de San Martín" de la Provincia de Mendoza, Argentina.
El cuadro original fue pintado al óleo en agosto de 1943 por la Hermana Margarita Toro Aguirre. 
En la década del 50 muchos grupos scouts católicos difundieron esta imagen y se la entregaban como obsequio a los jóvenes que formulaban su Promesa Scout.
En 1980 la Revista Siempre Listo, órgano oficial de difusión de la Unión Scouts Católicos Argentinos, reprodujo un póster con la imagen central del cuadro, allí aparece el scout apoyado en el árbol mirando la imagen de María y el Niño rodeada de scouts.

### Sitios de veneración
Durante mucho tiempo el original estuvo extraviado. En 2003 fue recuperado y, del 4 al 12 de octubre, se lo pudo venerar brevemente en la Catedral de Olivos.
Finalmente en 2007 el cuadro original fue entronizado en la basílica de Nuestra Señora de Luján, junto al de la patrona nacional de Argentina, con ocasión del Centenario del escultismo.
Una réplica se encuentra entronizada en el Santuario de El Challao, Mendoza.
Desde el 29 de junio de 2009 también un cuadro con la imagen de Nuestra Señora de los Scouts se encuentra en la sede del Movimiento Scout Católico (MSC) de España en la ciudad de Barcelona.
Desde el 2 de agosto de 2009 como cierre del Seminario Interamericano de la Conferencia Internacional Católica de Escultismo (CICE) Región América realizado en la ciudad de Luque, (Paraguay) se le entregó a la Asociación de Scouts del Paraguay un cuadro con la imagen de Nuestra Señora de los Scouts.
El 26 de enero de 2010 como conclusión del Cruce de la Cordillera de los Andes con motivo del Bicentenario de la Independencia de Argentina y Chile fue entronizado un cuadro con la imagen de Nuestra Señora de los Scouts en la ciudad de Quillota, V Región de Valparaíso, (Chile) en la Capilla del colegio de los Hermanos Maristas.
El 24 de julio de 2014, con motivo del 20° Aniversario del Grupo Scout Nuestra Señora del Rosario, fue entronizado un cuadro con la imagen de Nuestra Señora de los Scouts en la Iglesia Catedral de Corrientes Capital.
El 6 de agosto de 2022, con motivo del 49° Aniversario de la muerte del Padre Julio Meinvielle, el 85° Aniversario de COPASCA (por consiguiente y por continuidad se toma el nacimiento de la ex USCA como inicio del Movimiento Scout Católico), el 90° Aniversario de la Parroquia Nuestra Señora de la Salud y 89° Aniversario del Grupo Scout Nro.1 Nuestra Señora de la Salud (1.er Grupo Scout Católico de Argentina, quien cura párroco era Julio Meinvielle, quien dio inicios al Movimiento Scout Católico), fue entronizado un cuadro con la imagen de Nuestra Señora de los Scouts en la Parroquia Nuestra Señora de la Salud, además se presenta y se da inicio al Rosario de Nuestra Señora de los Scouts (Rosario distintivo a la advocación con rezo particular creado en el Grupo Scout).

### Significado de la representación
El cuadro se divide en dos espacios.
En la mitad superior se representa el mundo sobrenatural.
Allí se destaca Nuestra Señora de los Scouts rodeada de jóvenes y debajo de ella un lago en calma y la barca que simboliza a la Iglesia.
En la mitad inferior: la Naturaleza como obra de Dios confiada a los hombres y el campamento.
Se destaca que, aunque el cuadro está ambientado en una noche de campamento, la luz de la Luna llena ilumina la escena. La noche tiene dos significados, por un lado la paz y tranquilidad luego de una jornada campamentil agitada, pero por otro lado, las sombras y los miedos de la oscuridad en un lugar desconocido.
Sin embargo, estos aspectos sombríos son combatidos por tres elementos:
- El Fuego: que representa al Espíritu Santo.
- La lucha contra el dragón: esta lucha contra el mal, que evoca la leyenda de San Jorge, patrono mundial de los Scouts, se libra sobre el campamento, simbolizando que la lucha frente a las tentaciones.
- El Guía de Patrulla: que vela como un "buen pastor" por las ovejas de su Patrulla que le han encomendado.

Por último, los árboles del cuadro representan diferentes regiones geográficas, desde la selva (a la izquierda) hasta la cordillera. Este signo destaca la presencia de los scouts en todos los puntos cardinales del globo.

#### Consagración a Nuestra Señora de los Scouts
La consagración del Movimiento Scout a Nuestra Señora de los Scouts se realizó a mediados de 1980 en concordancia con el Año Mariano Nacional.
Primero cada grupo scout católico de la Unión Scouts Católicos Argentinos realizó una breve ceremonia de consagración y, luego también lo hizo la Asamblea Nacional Ordinaria, que se reunió en esa ocasión, ante la imagen original.
Luego en el año 2000, al cumplirse 20 años, los integrantes de la Comisión Pastoral Scout Católica (COPASCA) renovaron su consagración a Nuestra Señora de los Scouts, durante la misa del 5 de noviembre de 2000 en la ciudad de Recreo, provincia de Santa Fe.
El 10 de septiembre de 2005, se erigió en Gualeguaychú, Provincia de Entre Ríos la primera ermita dedicada a Nuestra Señora de los Scouts.
El catolicismo celebra advocación mariana el 5 de septiembre de cada año. Fecha que fue ratificada en la Quinta Conferencia Nacional de Pastoral Scout Católica realizada en el año 2000.

### Oficio votivo
El Oficio Votivo fue elaborado por la Comisión Pastoral Scout Católica con el asesoramiento del Presbítero Ricardo Dotro de la Arquidiócesis de Buenos Aires.
El Oficio Votivo de Nuestra Señora de los Scouts fue presentado en 2007 con motivo del centenario del movimiento, y como “memoria propia” del escultismo argentino que en 1980 se puso bajo la protección de la Virgen María bajo esa advocación.
```

```

“Si tenés la costumbre de rezar alguna o todas las horas de la liturgia, como practica de piedad católica, te invitamos a sumarte en oración como Iglesia este 5 de septiembre, como el primer día en que sus scouts haremos el oficio en común”, se dice en la convocatoria.

Asimismo, se sugirió que para honrar plenamente a la patrona del movimiento “puede rezarse (este oficio) comunitariamente en un día de campamento dedicado a la patrona del movimiento”.

#### Canción a Nuestra Señora de los Scouts
En los últimos tiempos se ha difundido la letra y música de una canción compuesta originalmente por Sandra Aragno.